# Australische Badmintonmeisterschaft 1951
Die Australische Badmintonmeisterschaft 1951 fand mit neuseeländischer Beteiligung in Adelaide statt. Es war die zehnte Austragung der Badmintontitelkämpfe von Australien.

## Titelträger
| Disziplin    | Sieger                       |
| ------------ | ---------------------------- |
| Herreneinzel | Jeffrey Robson               |
| Dameneinzel  | Eva Robert                   |
| Herrendoppel | Jeffrey Robson Bert Tonkin   |
| Damendoppel  | Peggy Grant Ethel Peacock    |
| Mixed        | Jeffrey Robson Ethel Peacock |